# Carlos Félix Escayola Medina
Carlos Félix Escayola Medina (Montevideo, Uruguai, 23 d'octubre de 1845 - 27 d'abril de 1915), fill de sabadellenc Joan Escaiola i Busquets i de Bonifacia Medina (fillastra del coronel Andrés Felipe Latorre), va ser un coronel, militar i polític uruguaià, fundador del diari El Heraldo i del Teatro Escayola de Tacuarembó. Segons la tesi uruguaiana, va ser el pare de Carlos Gardel.
El 1849 passà a residir amb la seva família a la vila del San Pedro del Durazno. Dos anys més tard, després de la mort del seu pare, s'establirien 200 km més al nord, a l'indret anomenat Laureles de Queguay del Departament de Paysandú. Allà Carlos Escayola va començar l'escola primària i va acabar la secundària a la capital de Paysandú.

## Biografia
El 1864, poc després de començar a participar en la milícia com a guàrdia civil a Montevideo, fou requerit pel seu cunyat, el general brasiler Antonio de Souza Netto, perquè l'acompanyés en la croada alliberadora del general Flores. Aquell any participà en el setge de Paysandú juntament amb el Brigadeiro, que estava casat amb María Candelaria, germana d'Escayola.
Souza Netto fou un dels pròcers de la República de Piratini (del 1835 al 1845 - estat de Rio Grande).
Quan es produí la Guerra de la Triple Aliança contra el Paraguai, Carlos Escayola fou secretari de Netto, que morí a Corrientes l'any 1866. Aquell mateix any, passà a residir a San Fructuoso al carrer del 18 de juliol, 134; cal recordar que el 17 de juny del 1912, la vila de San Fructuoso fou elevada de categoria i, conjuntament amb això, canvià el nom per la Llei 4.031, de manera que passà a dir-se Tacuarembó.
El 1875 participà victoriós en la Revolució Tricolor, defensant els interessos de les forces del govern.
Des del 1879, integrà la Junta Econòmica Administrativa i fou anomenat primerament recaptador de contribució directa del departament, per transformar-se després en cap polític i de Policia de San Fructuoso.
El 1882 participà en la rebel·lió del coronel Màxim Pérez, que morí en la lluita.
El 1886, atenent els seus mèrits i serveis, el president Santos li conferí les funcions de coronel de Cavalleria de Línia de l'Exèrcit. Tanmateix, només un any més tard, el 1887 i per despatx militar, fou nomenat en aquest càrrec pel nou president de la República, el tinent general Máximo Tajes.
En aquell mateix any 1887 comandà la divisió Tacuarembó a la Revolució del Quebracho i, després de vèncer les forces revolucionàries a Paysandú, s'aconseguí mantenir el militarisme a l'Uruguai. En aquella batalla fou capturat José Batlle i Ordoñez, que posteriorment fou perdonat i alliberat juntament amb tots els presoners per mandat presidencial.
Aprofitant el començament de la transició a la democràcia, el jutge lletrat de Tacuarembó, el senyor Lorente, desarxivà un antic expedient contra el coronel, per irregularitats en un procediment, quan dos germans resultaren morts després d'aplicar-los la Llei de Fuga. El president Tajes respongué aleshores suspenent provisionalment Escayola del seu càrrec de cap polític Departamental el 1889.
Tanmateix, el coronel ressorgí en la contesa civil del 1897, quan varen requerir els seus serveis per controlar l'alçament armat del Partit Nacional, comandat per Aparicio Saravia, qüestió que es va resoldre mesos més tard, després del Pacte de Paz de la Cruz.
El 1904, tornaren a cridar Escayola perquè comandés les Forces Armades de Tacuarembó contra una nova revolució blanca, que ara donava suport al govern de José Batlle i Ordóñez.
Amb la mort del cabdill Aparicio Saravia, després de ser ferit a la batalla de Masoller, culminava l'última guerra civil de l'Uruguai, la qual va donar pas al batllisme.
La carrera militar d'Escayola culminà el 30 de març del 1911, quan passà a situació de reemplaçament.

## Vida familiar
Al costat de la casa on habitava Escayola, hi vivia la família Oliva-Sghirla. Aquesta família estava integrada per Juan Bautista Oliva, de nacionalitat italiana, fill de Marcos Oliva i de Clara Pittaluga, i Juana Sghirla, de nacionalitat argentina, filla de Juan Sghirla i Blanca Balestra, dona de molta bellesa.
Juan Oliva i Juana Sghirla es casaren el 1846. El matrimoni tingué cinc fills: Clara (1847-1871), Blanca (1849-1886), Clelio, Juan i María Leila (1868-1905). Carlos Escayola es casà el 1868 amb Clara Oliva, que morí el 1871, deixant dues filles petites. La segona esposa fou Blanca Oliva el 1873, que al seu torn morí el 1886, deixant sis fills.
Quan nasqué María Lelia, el coronel Escayola sortí de padrí de baptisme, i quan tenia 20 anys, amb autorització prèvia de l'Església, s'hi casà el 1889. María Lelia es va morir el 1905 i deixà cinc fills. En morir les dues primeres esposes, Escayola encarregà a un escultor italià la confecció dels dos bustos que hi ha al panteó del Cementiri de Tacuarembó. Quan morí María Leila el 1905, Escayola encarregà a un escultor uruguaià un medalló, que es troba a l'urna ubicada a l'esglaó central, cosa que demostra també la decadència econòmica del coronel.
Com és sabut, Escayola tingué una intensa vida amorosa i, segons expliquen vells veïns que conegueren el coronel, aquest hauria deixat 50 fills naturals.
Escayola era un home ben plantat, curós a l'extrem del seu físic i vestimenta, i de molt notòria inclinació artística. Referent a la vocació artisticomusical del coronel, Ramón González expressa: igual que tota la seva família (germans, fills i nebots), eren molt entusiastes de la guitarra i a l'estança, en roda de Pericones i Gats, que organitzava amb els peons, cantava versets amb molta gràcia, acompanyant-se sempre amb la guitarra.
El 1883 estigué en San Fructuoso el General Santos, President de la Nació, sent aquest padrí de baptisme d'un fill d'Escayola, Washington, i realitzant-se de nit una festa a portes tancades, en un cabaret de luxe propietat d'Escayola, anomenat «La Rosada». A la mort de la tercera esposa, Escayola s'uní a la cantant Pilar Madorell, que actuava al Teatre de San Fructuoso i que es convertí en la mare dels seus fills, de la qual se separaria el 1911, a la ciutat de Montevideo.
El coronel Escayola passà a residir a Montevideo entre el 1908 i el 1909, amb la seva família, anant a viure al carrer Yaró 1142.
El primer germà del Coronel Escayola, Juan Gualberto, tingué diversos fills. Un d'ells fou Don Juan Escayola, conegut amb el malnom de «Torora», un bon poeta nativista i fundador a Montevideo de la coneguda revista El Fogón.
Però Carlos Escayola no només quedar en el record de tots els tacuarembonenses per ser el creador del Teatre que dugué el seu nom, sinó per ser el presumpte progenitor de Carlos Gardel, el màxim cantor del Riu de la Plata. Emmalaltit de congestió, desoí el consell del metge i sortí de nit de la seva llar, cap al teatre 18 de juliol, on actuava un dels seus «vells amors», recaient greument l'endemà. Morí als 69 anys, envoltat de l'afecte familiar.
El Batallón d'Infanteria Núm. 5 li rendí els honors reglamentaris corresponents a l'alta jerarquia de l'extint.

## Aportacions a la cultura de Tacuarembó
«El coronel Escayola, un tirà melòman que no tenia límits quan es tractava de generar futur, però un futur apostant per la cultura, tingué molt a veure amb la quantitat de figures de primer nivell que sorgiren a Tacuarembó i excel·liren com a músics, escriptors, artistes plàstics, i fins i tot polítics, des de començaments del segle XX fins avui.» Escayola tenia un nivell cultural superior al dels altres habitants de San Fructuoso d'aquella època; una de les principals passions del qual era el teatre.
Era un bon executant del piano i de la mandolina, fou director de companyies Nacionals de Teatre que actuaven a l'actual Escola Tècnica de Tacuarembó i fins i tot formà la seva pròpia banda. El 25 d'agost del 1882, fundà el Club Social Progrés. A més, feu construir un cabaret a tot luxe: La Rosada, ubicat en el que és avui la intersecció dels carrers de Lavalleja i General Rivera, per a l'esbarjo de les personalitats de l'època. També viatjava assíduament a Montevideo, on assistia a les funcions teatrals d'aquella ciutat.
L'1 de febrer del 1886, quan el seu poder estava en plena expansió, fundà el seu propi diari, El Heraldo, que apareixia dijous i diumenges i que es presentava com a «Periódico noticioso, colorado y comercial». Rebia les notícies internacionals des de Buenos Aires i Montevideo i hi afegia les notícies locals. El seu director i editor era el seu cunyat, Clelio Oliva, que dirigia també l'Agència General de Diaris i Periòdics del País i Estranger.
La seva passió el dugué a construir i habilitar el seu propi teatre, el tercer de l'interior del país, després de Paysandú i Salto. Aquest teatre tingué un cost de 25.000 pesos, una fortuna a l'època, i és considerat una joia de la comunitat de San Fructuoso; teatre en el qual actuaren les millors companyies teatrals d'aquell temps, algunes de les quals debutaven allà abans que a Montevideo.
Llarga i fecunda és la trajectòria del Teatre Escayola. Els seus projectes foren realitzats per un enginyer francès, Victor L'Olivier, enviat a l'Uruguai pel consorci que explotava les mines d'or de Cuñapirú, i que s'establí definitivament a Tacuarembó quan aquelles mines passaren a propietat d'una companyia anglesa. El teatre, segons els plans de L'Olivier, tenia la forma clàssica dels teatres europeus. Fou construït per l'empresa de José Mazuchelli, entre el 1888 i el 1891. El material fou transportat des de Montevideo: els marbres eren de Carrara, Itàlia; els tapissos i altres elements d'ornamentació foren portats de França.
»El Teatre de Tacuarembó serà un dels millors de la República» –deia El Heraldo en l'edició del 14 d'agost del 1890–.
»La façana és elegantíssima, la concurrència té accés a l'interior per set portes al davant.»
En el cementiri municipal de la ciutat de Tacuarembó, Carlos Escayola feu construir un panteó familiar inaugurat el 1887.
La seva particularitat rau en els bustos i medallons de les seves tres esposes. A la part superior, el bust de la seva primera esposa –Clara Hipólita Oliva Sghirla (1850-1871)– està protegit per un temple. El seu bust està guarnit per llargues arracades i un collar de perles. A sota, la seva germana Blanca Lázara Oliva Sghirla (1855-1886), segona esposa del coronel, està a la intempèrie i en destaca la mantellina de punta de gran bellesa que li cobreix les espatlles. A la dreta, hi ha un medalló amb el bust de María Lelia Oliva Sghirla (1870-1905), tercera esposa del coronel i presumpta mare de Carlos Gardel.

Flanquejant el sepulcre, hi ha dues estàtues recolzades en una creu i en una àncora, respectivament. El sepulcre conté al centre una làpida de marbre blanc amb una inscripció en lletres en relleu que diu «sepulcre de Carlos Escayola i Família 1887» (consulteu –més avall hi ha l'enllaç a la secció «Referències externes»– les imatges a Wikimedia Commons referents al Panteó de la família Escayola a Tacuarembó), i el que fou declarat Monument Històric Departamental pel Govern Municipal l'any 1980.